# Isoetes herb-wagneri
Isoetes herb-wagneri är en kärlväxtart som beskrevs av W.Carl Taylor. Isoetes herb-wagneri ingår i släktet braxengräs, och familjen Isoetaceae. Inga underarter finns listade i Catalogue of Life.